# Jheniffer
Jheniffer, vollständiger Name Jheniffer da Silva Cordinali Gouveia (* 6. November 2001 in São Paulo) ist eine brasilianische Fußballspielerin. Sie spielt rechtsfüßig auf der Position einer Stürmerin.

## Karriere

### Verein
Jheniffer fing bereits in jungen Jahren an Fußball zu spielen. 2017 trat sie für die Tiger Academia de Futebol aus São Paulo im Nachwuchswettbewerb der Staatsmeisterschaft von São Paulo an und im Jahr darauf für Grêmio Osasco Audax im selben Wettbewerb.
Zur Saison 2019 wechselte Jheniffer nach Porto Alegre zum SC Internacional. Am 17. März des Jahres bestritt sie hier ihr erstes Spiel als Profi. Beim Auswärtsspiel gegen die Acadêmica Vitória, am ersten Spieltag der Série A 2019, wurde sie in der 68. Minute für Naná eingewechselt und traf in der 70. zum 4:0-Zwischenstand. Nach dem 10. Spieltag wurde sie zunächst in die U-18 Mannschaft versetzt. Hier trat sie der nationalen Nachwuchsmeisterschaft an und konnte am 17. Oktober den Sieg über den FC São Paulo feiern. Jheniffer kehrte noch im Zuge des Wettbewerbs in den Hauptkader zurück und kam in der Staatsmeisterschaft von Rio Grande do Sul zu drei Einsätzen. So auch im Finale am 19. Oktober, wo ihr ein Treffer beim 4:2-Erfolg über den Lokalrivalen Grêmio gelang. Ab der Saison 2020 spielte sie nur noch im Profikader des Klubs.
Im Januar 2021 wechselte die Spielerin zum SC Corinthians in ihre Heimatstadt. Ihren ersten Einsatz für den Klub bestritt sie am 18. April 2021. Am ersten Spieltag der Série A 2021 traf man zuhause auf Associação Napoli Caçadorense. Jheniffer stand in der Startelf und erzielte in der 6. Minute den Führungstreffer. Am 26. September konnte sie im Finale des Wettbewerbs den Sieg über den SE Palmeiras feiern. Am dritten Spieltag in der Gruppenphase der Copa Libertadores Femenina 2021 kam Jheniffer zu ihrem ersten Spiel auf internationaler Klubebene. Beim 4:0-Sieg bei Deportivo Capiatá am 10. November traf sie zum 1:0 und 3:0. In dem Turnier, welches der Klub gewann, gelangen ihr in sechs Spielen vier Tore, womit sie, neben vier anderen Spielerinnen, Torschützenkönigin wurde. Auch in den Folgejahren blieb sie mit Corinthians auf nationaler und internationaler Ebene in der Erfolgsspur.
Zu Jahresanfang 2025 unternahm Jheniffer ihr erstes Auslandsengagement durch einen Wechsel zu UANL Tigres in die mexikanische Liga MX Femenil. Der Kontrakt erhielt eine Laufzeit über drei Jahre. Ihr erstes Spiel für die Mexikanerinnen bestritt Jheniffer in der Liga am 5. Februar. In der Partie beim CD Cruz Azul wurde sie in der 90. Minute für Lizbeth Ovalle eingewechselt. Am 14. Februar im Ligaspiel beim CF Monterrey erzielte die Spielerin ihr erstes Tor für den Klub. In dem Treffen wurde sie in der 72. Minute für Ana Dias eingewechselt und steuerte in der 72. Minute das letzte Tor der Partie zum 5:1-Sieg bei.

### Nationalmannschaft
2018 nahm Jheniffer für Brasilien an der U-17-Fußball-Südamerikameisterschaft der Frauen 2018 teil. In dem Turnier kam sie zu sechs von sieben möglichen Spielen und erzielte drei Tore. Der Turniersieg qualifizierte die Auswahl für die U-17-Fußball-Weltmeisterschaft der Frauen 2018. Auch an dieser durfte sie teilnehmen. Brasilien scheiterte hier in der Gruppenphase und Jheniffer kam nur zu den maximal möglichen drei Spielen (ein Tor). Auch an der U-20-Fußball-Südamerikameisterschaft der Frauen 2020 nahm die Spielerin teil. Allerdings kam sie nur zu drei Spielen von vier Spielen (ein Tor) in der Gruppenphase. Dann wurde, aufgrund der COVID-19-Pandemie der Wettbewerb nach Austragung abgebrochen und später gänzlich abgesagt.
2023 war Jheniffer eine von neun Corinthians-Spielerinnen, welche von Nationaltrainer Arthur Elias in den A-Kader der Nationalmannschaft berufen wurden. Mit Elias als Trainer hatte die Spielerin bereits seit 2021 bei Corinthians zusammengearbeitet. Sie reiste mit dem Team in die USA, wo diese im SheBelieves Cup 2024 antrat. Am 6. April 2024 trat man gegen die Auswahl Kanadas an. In dem Treffen stand sie in der Startelf und wurde in der 72. Minute für Jaqueline Ribeiro ausgewechselt. Im Juli des Jahres reiste Jheniffer mit der Auswahl als Teil des Olympiakaders nach Paris. In dem Turnier wurde sie im ersten Spiel gegen Nigeria in der 65. Minute für Ludmila da Silva eingewechselt. Im zweiten Spiel gegen Japan kam Jheniffer nach der Halbzeitpause für Gabi Nunes ins Spiel und traf in der 56. Minute nach Vorlage von Ludmila zur 1:0-Führung (Endstand 1:2). Insgesamt bestritt Jheniffer bei den Spielen alle sechs möglichen Spiele, welche sie ins Finale und zum Gewinn der Silbermedaille führten. Davon stand sie drei Mal in der Startelf.

## Erfolge
Nationalmannschaft
- U-17-Fußball-Südamerikameisterschaft der Frauen : 2018
- Silbermedaille bei den Olympischen Spielen: 2024

Internacional
- Campeonato Brasileiro de Futebol Feminino U-18: 2019
- Staatsmeisterschaft von Rio Grande do Sul: 2019, 2020

Corinthians
- Campeonato Brasileiro de Futebol Feminino: 2021, 2022, 2023, 2024
- Copa Libertadores: 2021, 2023, 2024
- Staatsmeisterschaft von São Paulo: 2021, 2023
- Supercopa do Brasil: 2022, 2023, 2024
- Staatspokal von São Paulo: 2022

Auszeichnungen
- Torschützenkönigin: Copa Libertadores Femenina 2021
- Bola de Prata: 2023 – Beste Stürmerin